# Leptysmina amazonica
Leptysmina amazonica är en insektsart som beskrevs av Frédéric Carbonell och Ronderos 1972. Leptysmina amazonica ingår i släktet Leptysmina och familjen gräshoppor. Inga underarter finns listade i Catalogue of Life.